# Le Placard de l'angoisse
Pour plus de détails, voir Fiche technique et Distribution.
Le Placard de l'angoisse (Cameron's Closet) est un film d'horreur américano-britannique réalisé par Armand Mastroianni et sorti en 1989.

## Synopsis
Un père et son fils sont tous les deux doués de pouvoirs psychokinétiques. Toutefois, leurs expériences pour maîtriser ce pouvoir ont eu pour effet de libérer un démon venu tout droit de l'enfer. En attendant de pouvoir s'emparer de l'âme du jeune garçon, ce démon vit caché dans la penderie de celui-ci…

## Fiche technique
- Titre français : Le Placard de l'angoisse
- Titre original : Cameron's Closet
- Réalisation : Armand Mastroianni
- Scénario : Gary Brandner
- Production : Djordje Zecevic, Luigi Cingolani, Franc Caggiano, John S. Curran
- Musique : Harry Manfredini
- Photographie : Russell Carpenter
- Montage : Frank De Palma
- Effets spéciaux : Carlo Rambaldi
- Direction artistique : Mike Bingham
- Chef décorateur : Sarah Burdick Stone
- Pays de production :  Royaume-Uni,  États-Unis
- Langue originale : anglais
- Genre : horreur
- Durée : 89 minutes
- Dates de sortie : 
  - France : 23 juin 1988 (Festival international du film de science-fiction et fantastique[Lequel ?])
  - Royaume-Uni : 2 décembre 1988
  - États-Unis : 13 janvier 1989

## Distribution
- Scott Curtis : Cameron
- Cotter Smith : Sam Talliaferro
- Mel Harris : Nora Haley
- Tab Hunter : Owen Lansing
- Kim Lankford : Dory Lansing
- Leigh McCloskey : Pete Groom
- Chuck McCann : Ben Majors
- Gary Hudson : Bob Froelich
- William Lustig : l'homme mangeant une glace (caméo non crédité)

## Distinctions

### Récompenses
- Saturn Award 1988 : 
  - Meilleur jeune acteur (Scott Curtis)